# Elżbieta Słoboda
Elżbieta Słoboda (sinh ngày 7 tháng 12 năm 1959 - mất ngày 14 tháng 3 năm 2018) là một diễn viên người Ba Lan.

## Tiểu sử
Elżbieta Słoboda học diễn xuất ở Hoa Kỳ trong thập niên 1990. Sau khi trở về Ba Lan, Elżbieta Słoboda làm giảng viên tại Trường Điện ảnh Quốc gia ở Łódź (PWSFTviT).
Ở Ba Lan, Elżbieta Słoboda là gương mặt quen thuộc trong hàng chục phim điện ảnh và phim truyền hình. Trong đó, nổi bật nhất là sê-ri phim truyền hình I kto tu rządzi? (2007-2008) với vai Barbara Zamojska, mẹ của nhân vật chính.
Năm 2016, Elżbieta Słoboda được Bộ Văn hóa và Di sản Quốc gia (Ba Lan) trao tặng Huy chương đồng Huy chương Công trạng về văn hóa - Gloria Artis vì những cống hiến nổi bật trong lĩnh vực sáng tạo nghệ thuật và hoạt động văn hóa.

## Thành tích nghệ thuật
Dưới đây liệt kê các phim điện ảnh và phim truyền hình nổi bật có sự góp mặt của Elżbieta Słoboda:
- 1984: 07 zgłoś się
- 2004: Kandydat
- 2005: Pensjonat pod Różą
- 2006: Plebania
- 2007–2008: I kto tu rządzi? - Barbara Zamojska
- 2008: Drzazgi
- 2009: Samo życie - Malińska
- 2010: Klub szalonych dziewic
- 2010: Usta usta - Karolina Szymanek
- 2010: Mała matura 1947 - Iza
- 2011: Szpilki na Giewoncie - Elżbieta Kałuża
- 2011: Głęboka woda
- 2012: Ptaszek - Marta
- 2013–2014: Na dobre i na złe - Anna Zamenhoff
- 2014: Prawo Agaty
- 2015: Excentrycy, czyli po słonecznej stronie ulicy